# 江岸里站
江岸里站（韓語：강안리역）是朝鮮民主主義人民共和國咸镜北道稳城郡江岸里的一個鐵路車站，属于咸北线和城坪线。

## 邻近车站
咸北线
鍾城站 - 江岸里站 - 水口浦站
城坪线
江岸里站 - 城坪站